# Carlos Contreras Carranza
Carlos Alberto Contreras Carranza (n. Lima, 31 de enero de 1957) es un historiador, investigador y profesor universitario peruano. Se ha enfocado especialmente en la investigación de la historia económica, minera, social y demográfica del área andina, del siglo XVIII al XX. Destaca sus estudios sobre las minas de Huancavelica y Hualgayoc, así como su libro co-autorado con Marcos Cueto sobre la Historia del Perú Contemporáneo, que se ha vuelto el libro de texto de historia peruana.

## Biografía
Hijo de Alfredo Contreras y Gladys Carranza. Cursó su educación primaria en distintos colegios de su ciudad natal, y la secundaria en el colegio Nuestra Señora de la Merced.
En 1974 ingresó a la Pontificia Universidad Católica de Perú (PUCP) donde cursó Letras y Ciencias Humanas. En 1981 se graduó de bachiller en Historia, con su tesis «El azogue en el Perú». Posteriormente, se graduó de licenciado en Historia por la misma universidad. En la Facultad Latinoamericana de Ciencias Sociales (FLACSO) de Quito obtuvo su maestría en Ciencias Sociales con mención en Historia Andina, con su tesis «El sector exportador de una economía colonial. La costa del Ecuador entre 1760 y 1820» (1987). En el Colegio de México obtuvo su doctorado en Historia (1994).
Ha ejercido la docencia en el departamento de Humanidades de la PUCP, en la especialidad de Historia; actualmente es profesor principal del departamento de Historia Económica del mismo centro de estudios.  Ha sido también profesor en la escuela de posgrado de la Universidad Nacional de Educación Enrique Guzmán y Valle; en la Escuela de Comando y Estado Mayor de Guerra del Perú (1990-1991); y en el departamento de Ciencias Histórico-Sociales de la Universidad Nacional Mayor de San Marcos.
Desde 1980 es miembro del Instituto de Estudios Peruanos (IEP), del cual ha sido Director de Publicaciones del área de Historia y Miembro del Consejo Directivo. Actualmente, es Investigador Principal del IEP, miembro del Centro Latinoamericano de Historia Económica y Social, y Vicepresidente de la Asociación Peruana de Historia Económica desde 2015.
Es Asesor Editorial de la colección de Historia Económica del Banco Central de Reserva del Perú, director de la revista Economía (del departamento de Economía de la PUCP) desde 2008 y Presidente de la Asociación Peruana de Historia Económica desde 2011 a 2015. Es asesor histórico en colecciones de historia del diario El Comercio desde 2016, y en la remodelación de la Sala República del Museo Nacional de Historia.
Se le concedieron las becas de investigación de Fomciencias (1982), CONCYTEC (1983), Banco de España (1990); así como las becas de estudios de FLACSO (1984), el Colegio de México (1991-1994), Instituto Francés de Estudios Andinos (1994) e Hispanistas Extranjeros (1998). Recibió el premio "Flora Tristán" de la Asociación de Estudios Latinoamericanos (LASA) por mejor libro del 2012, por su libro "La economía pública en el Perú después del guano y del salitre."

## Publicaciones
Es autor de libros de investigación y de difusión histórica; artículos sobre temas históricos publicados en revistas, libros e enciclopedias; así como obras en coautoría.

### Libros
- La ciudad del mercurio. Huancavelica 1570-1700 (Lima: Instituto de Estudios Peruanos, 1982)
- Mineros y campesinos en los Andes. Mercado laboral y economía campesina en la sierra central del siglo XIX (Lima: Instituto de Estudios Peruanos, 1988).
- El sector exportador de una economía colonial. La costa del Ecuador: 1760-1830 (Quito: FLACSO-Abya Ayala, 1991).
- Los mineros y el rey. Los Andes del norte: Hualgayoc 1770-1825 (Lima: Instituto de Estudios Peruanos, 1995).
- El aprendizaje del capitalismo. Estudios de historia económica y social del Perú republicano (Lima: Instituto de Estudios Peruanos, 2004).
- La economía pública en el Perú después del guano y del salitre. Crisis fiscal y elites económicas durante su primer siglo independiente (Lima: BCRP e IEP, 2012).
- El aprendizaje de la libertad. Historia del Perú en el siglo de su independencia (Lima: Fondo Editorial de la PUCP, 2015).
- Historia económica del Perú. Desde la conquista española hasta el presente (Lima: Instituto de Estudios Peruanos, 2022).

### En coautoría
- Registro del territorio. Las primeras décadas de la fotografía en el Perú, 1860-1880 (Lima, Museo de Arte de Lima, 1997). En colaboración con Natalia Majluf.
- Historia del Perú contemporáneo. Desde las luchas por la Independencia hasta el presente (Lima, 1999). En coautoría con Marcos Cueto. Corregida y aumentada en 2000; en 2013 llegó a su quinta edición. En el 2016 se publicó una adaptación de esta obra en 10 fascículos de entrega semanal, auspiciada por la Editorial Septiembre, el IEP y el diario La República.[10]
- 150 años de historia de la Bolsa de Valores de Lima (Lima: Bolsa de Valores de Lima, 2007). En coautoría con Margarita Giesecke.
- Historia mínima del Perú (México-Madrid: El Colegio de México / Turner; 2014). En coautoría con Marina Zuloaga.
- Perú, mirando hacia adentro, 1930-1960 (Madrid: Fundación Mapfre-Taurus, 2015). En coautoría con Marcos Cueto.
- Perú, la búsqueda de la democracia, 1960-2010 (Madrid: Fundación Mapfre-Taurus, 2015). En colaboración con Antonio Zapata.
- Perú, la apertura al mundo, 1880-1930 (Madrid: Fundación Mapfre-Taurus, 2015). En coautoría con O. Gonzales.
- Las independencia del Perú: ¿concedida, conseguida, concebida? (Lima: Instituto de Estudios Peruanos, 2015). En coautoría con Luis Miguel Glave.

### Como editor
- Compendio de Historia Económica del Perú (Lima: BCRP-IEP, 2008-2011, 5 tomos). En formato PDF: I, II, III, IV y V
- América Latina en la historia contemporánea. Perú (Madrid: Fundación MAPFRE-Taurus, 2013).
- Historia de la moneda en el Perú (Lima: Instituto de Estudios Peruanos, 2016).
- Historia económica del norte peruano. Señorios, haciendas y minas en el espacio regional (Lima: Instituto de Estudios Peruanos, 2017). En colaboración con Elizabeth Harnández García.
- Historia económica del Perú central. Ventajas y desafios de estar cerca de la capital (Lima: Instituto de Estudios Peruanos, 2022).